# Gene Jackson
Eugene „Gene“ Jackson junior, auch Action Jackson, (* 16. Oktober 1961 in West Philadelphia, Pennsylvania) ist ein US-amerikanischer Jazz-Schlagzeuger.

## Leben und Wirken
Von 1979 bis 1984 studierte er am Berklee College of Music in Boston. Dort lernte er Kevin Eubanks kennen, mit dem er in den nächsten Jahren zusammenarbeitete. 1987 übersiedelte er nach New York City. Von 1991 bis 2000 gehörte er den verschiedenen Bands Herbie Hancocks an. Daneben war er auch in Michele Rosewomans Quintessence, Robin Eubanks’ Mental Images Group, Jorge Sylvesters Music Collage und The Mingus Big Band aktiv.
Seit 1999 arbeitete Jackson auch mit der NDR Big Band (u. a. unter Peter Herborn) und dem deutschen Tenorsaxophonisten Christof Lauer. In den 2000er Jahren trat er überwiegend in Europa auf: mit der Mingus Big Band in Deutschland, der Schweiz und Frankreich, mit dem Orrin Evans Trio in Italien, Spanien und auf Malta, mit Claudia Acuña in Finnland, mit Antonio Faraò in Italien, der Schweiz und Deutschland und mit Stafford James in Österreich, Belgien und Deutschland. 2002 spielte er u. a. Aufnahmen mit dem Sopransaxophonisten Sam Newsome, dem Posaunisten Conrad Herwig, dem Trompeter Alex Sipiagin, dem Tenorsaxophonisten J. D. Allen III und dem Pianisten Orrin Evans ein.
Daneben arbeitete Jackson im Laufe der Jahre mit Musikern wie Dianne Reeves, Christian McBride, Hugh Masekela, Cyrus Chestnut, Greg Osby, Terence Blanchard, Andrew Hill, George Coleman, Steve Turré, Chico Freeman, Von Freeman, Don Patterson, Elvis Costello, Art Farmer, Mark Ledford, James Williams, Carla Cook, Craig Harris, Dave Kakowski, Gonzalo Rubalcaba, Claudio Roditi, Donald Brown, Joe Lovano, Billy Childs, Joe Locke, Craig Handy, Anthony Cox, Lonnie Plaxico und Steve Slagle. Gegenwärtig (2018) spielt er im New York Standards Quartet mit Tim Armacost, David Berkman und Ugonna Okegwo.
Jackson unterrichtet an der Aaron Copland School of Music des Queens College in New York City und gab u. a. Kurse an der Eastman University in Rochester, der Musikhochschule in Hamburg und der Folkwangschule in Essen.